# Laguiole (queso)
El Laguiole es un queso francés de la región de Aubrac, que se beneficia de una AOC desde 1961, y DOP a nivel europeo por el Reglamento de la Comisión n.º 1107/96. A veces puede encontrarse con el nombre de Tome de Laguiole.

## Historia
Recibe su nombre de la villa de Laguiole situada en los contrafuertes del Aubrac aveironés, situado entre 800 y 1500 msnm, en la región de Auvernia. Se considera que es un queso muy antiguo, más que el cantal o el salers, teniendo un área de fabricación más limitada que ellos. Hacia el año 78 a. C. Plinio el Viejo dijo en su Historia Natural que «El queso más estimado en Roma, donde pueden compararse las producciones de todos los países es, entre los quesos de provincias, el que viene de Nîmes, de la Lozère y de Gévaudan». Durante el siglo V se elaboraba queso en el Aubrac. Gregorio de Tours evocando las fiestas supersticiosas que se desarrollaban en la época en torno al lago de Salhiens (cerca de Nasbinals en Lozère) habla de "formes" de queso que los paisanos tiraban al lago. La palabra forme (fourme) es hoy en día utilizada en francés para designar la pieza entera de queso.
En 1560 Bruyères Champier describió la técnica de la fabricación del queso de Auvernia muy parecida al del Laguiole.
Hacia 1900, Émile Marre efectuó los primeros trabajos de síntesis sobre la técnica de fabricación del Laguiole.

## Elaboración
La fabricación y maduración de los quesos deben efectuarse en el área geográfica de la región natural del Aubrac que se extiende sobre diferentes municipios de los departamentos del Aveyron, de Cantal y de la Lozère. Se hace con leche cruda de vaca de raza simmental française o aubrac, alimentadas con productos de la zona, excluido el maíz. Su producción comienza con el cuajo antes de prensar la cuajada en dos etapas consecutivas. La duración del afinado es de cuatro meses como mínimo, pero puede extenderse hasta los dos años. 666 toneladas se produjeron en 1998 (-9.14% desde 1996) de 20.000 - 30.000 litros de leche de 79 granjas diferentes.

## Características
Es un queso con un 45 % de materia grasa. Es de pasta prensada no cocida. Tiene forma de cilindro grueso con un peso que varía de los 25 a los 50 kilos. Cada pieza se distingue por un signo de un toro y su nombre estampado en la corteza, así como por una placa de identificación hecha en aluminio. La corteza mide un mínimo de 3 milímetros y su color es blanquecino y naranja claro que se hace marrón ambarino a lo largo de la maduración. La pasta es de color amarillo claro y textura homogénea y firme. Huele a leche de montaña. El sabor es rústico.
Su período de degustación óptima es de septiembre a marzo después de un afinado de 6 a 12 meses, pero también es excelente de agosto a mayo. Se toma al final de la comida o como ingrediente de recetas. Marida bien con vinos tintos frutales de la región, como un marcillac o un cahors. 

## Denominación de origen
A nivel nacional, en Francia, el Laguiole es reconocido como appellation d'origine contrôlée (AOC) desde 1961. Desde 1996, es una denominación de origen protegida (PDO) ante la Unión Europea. A nivel internacional, cuenta con registro como denominación de origen, conforme al Sistema de Lisboa, ante la Organización Mundial de la Propiedad Intelectual, desde el 7 de agosto de 1974.